# Processo di Khartoum
Il Processo di Khartoum è una piattaforma di cooperazione politica stabilita tra gli Stati attraversati dalla rotta migratoria tra il Corno d'Africa e l'Europa . È stato istituito in una conferenza ministeriale tenutasi il 28 novembre 2014 a Roma.

## Descrizione
L'obiettivo del Processo è quello di stabilire un dialogo continuo per una maggiore cooperazione in materia di migrazione e mobilità. Il Processo mira inoltre a supportare gli Stati membri nell'individuazione di progetti che contrastino la tratta di esseri umani e il traffico di migranti. Inoltre, il Processo di Khartoum ha dato un nuovo impulso alla collaborazione regionale tra i paesi di origine, di transito e di destinazione tra il Corno d'Africa e l’Europa.

## Parti interessate
La Dichiarazione della Conferenza ministeriale del Processo di Khartoum, nota anche come Dichiarazione di Roma, è stata firmata dai seguenti stati i paesi membri dell'Unione Europea (incluso il Regno Unito, che non fa più parte dell'UE a seguito della Brexit dal 31 gennaio 2020) assieme a Egitto, Eritrea, Etiopia, Gibuti, Kenya, Somalia, Sudan del Sud, Sudan e Tunisia. Successivamente, a Libia è stata invitata come Membro del Processo di Khartoum in vista della costituzione di un Governo di Accordo Nazionale; anche Norvegia, Svizzera e Uganda sono diventati Membri del Processo.